# Helene Costello
Helene Costello (ur. 21 czerwca 1906, zm. 26 stycznia 1957) – amerykańska aktorka filmowa.

## Filmografia
- 1909: Les Miserables (Part I) jako Dziecko
- 1912: At Scrogginses' Corner jako Alice (jako dziecko)
- 1912: The Black Sheep jako Clara (jako dziecko)
- 1926: Honeymoon Express jako Margaret Lambert
- 1928: Światła Nowego Jorku
- 1929: The Fatal Warning jako Dorothy Rogers
- 1942: Czarny łabędź jako Kobieta

## Wyróżnienia
Posiada swoją gwiazdę na Hollywoodzkiej Alei Gwiazd.